# 2009–2010-es Európa-liga (csoportkör)
A 2009–2010-es Európa-liga csoportkörének mérkőzéseit 2009. szeptember 17-e és december 17-e között játszották.
A csoportkörben a 2009–2010-es Európa-liga rájátszásának 38 győztes, illetve a 2009–2010-es UEFA-bajnokok ligája rájátszásának 10 vesztes csapata vett részt. A 12, egyaránt négycsapatos csoportban körmérkőzéses, oda-visszavágós rendszerben mérkőztek meg a csapatok egymással. A csoportok első két helyén végzett csapatai jutottak az egyenes kieséses szakaszba.

## Kiemelés
A csapatok kiemelését a nemzeti labdarúgó-bajnokságokra vonatkoztatott UEFA-együttható alapján végezték, majd négy, egyaránt 12 résztvevős csoportra bontották.
| 1. kalap         | 1. kalap |
| Csapat           | Koeff.   |
| ---------------- | -------- |
| Sahtar DoneckCV  | 74,370   |
| Werder Bremen    | 91,339   |
| Villarreal CF    | 80,853   |
| AS Roma          | 78,582   |
| PSV Eindhoven    | 75,826   |
| Sporting CP      | 68,292   |
| Hamburger SV     | 67,339   |
| Benfica          | 64,292   |
| Valencia CF      | 59,853   |
| Panathinaikósz   | 56,633   |
| Ajax             | 54,826   |
| Steaua București | 53,781   |

| 2. kalap     | 2. kalap |
| Csapat       | Koeff.   |
| ------------ | -------- |
| Fenerbahçe   | 52,445   |
| FC Basel     | 51,050   |
| Lille OSC    | 47,033   |
| Celtic       | 40,575   |
| Everton      | 35,899   |
| Club Brugge  | 34,065   |
| Heerenveen   | 33,826   |
| Galatasaray  | 33,445   |
| Anderlecht   | 32,065   |
| Austria Wien | 31,565   |
| FC København | 26,890   |
| Lazio        | 26,582   |

| 3. kalap         | 3. kalap |
| Csapat           | Koeff.   |
| ---------------- | -------- |
| Hertha BSC       | 26,339   |
| Sparta Praha     | 26,150   |
| Dinamo Bucureşti | 25,781   |
| AÉK              | 25,633   |
| Slavia Praha     | 25,150   |
| Levszki Szofija  | 24,250   |
| Athletic Club    | 23,853   |
| Partizan         | 23,050   |
| Hapóél Tel-Aviv  | 18,050   |
| Twente           | 17,826   |
| Dinamo Zagreb    | 16,466   |
| Fulham           | 15,899   |

| 4. kalap          | 4. kalap |
| Csapat            | Koeff.   |
| ----------------- | -------- |
| CSZKA Szofija     | 14,250   |
| Toulouse          | 14,033   |
| CFR Cluj          | 13,781   |
| Genoa             | 12,582   |
| Rapid Wien        | 8,565    |
| FC Timişoara      | 7,781    |
| BATE Bariszav     | 7,733    |
| Nacional          | 7,292    |
| Red Bull Salzburg | 6,565    |
| Sturm Graz        | 3,565    |
| Ventspils         | 2,832    |
| Sheriff Tiraspol  | 1,333    |

- CV Címvédő

## Mérkőzések

### Sorrend meghatározása
Az UEFA versenyszabályzatának 7.05 pontja alapján, ha két vagy több csapat a csoportmérkőzések után azonos pontszámmal állt, az alábbiak alapján kellett meghatározni a sorrendet:
1. az azonosan álló csapatok mérkőzésein szerzett több pont
2. az azonosan álló csapatok mérkőzésein elért jobb gólkülönbség
3. az azonosan álló csapatok mérkőzésein idegenben szerzett több gól
4. az összes mérkőzésen elért jobb gólkülönbség
5. az összes mérkőzésen szerzett több gól
6. az azonosan álló csapatok és nemzeti szövetségük jobb UEFA-együtthatója az elmúlt öt évben

| Színmagyarázat                                                                         |
| -------------------------------------------------------------------------------------- |
| A csoportok első két helyezettje bejutott az egyenes kieséses szakaszba.               |
| A csoportok harmadik és negyedik helyezettjeinek véget ért a nemzetközi kupaszereplés. |

Minden időpont CET/CEST szerint van feltüntetve.

### A csoport
| Csapat        | M | Gy | D | V | G+ | G– | Gk | P  |
| ------------- | - | -- | - | - | -- | -- | -- | -- |
| Anderlecht    | 6 | 3  | 2 | 1 | 9  | 4  | +5 | 11 |
| Ajax          | 6 | 3  | 2 | 1 | 8  | 6  | +2 | 11 |
| Dinamo Zagreb | 6 | 2  | 0 | 4 | 6  | 8  | –2 | 61 |
| Timişoara     | 6 | 1  | 2 | 3 | 4  | 9  | –5 | 5  |

| 2009. szeptember 17. 19:00 |

| Ajax | 0–0         | Timişoara |
| ---- | ----------- | --------- |
|      | Jegyzőkönyv |           |

| Amsterdam Arena, Amszterdam Nézőszám: 25 391 Játékvezető: Alon Yefet (izraeli) |

| 2009. szeptember 17. 19:00 |

| Dinamo Zagreb | 0–2               | Anderlecht               |
| ------------- | ----------------- | ------------------------ |
|               | (0–0) Jegyzőkönyv | Bernárdez 74' Legear 88' |

| Maksimir Stadion, Zágráb Nézőszám: 15 000 Játékvezető: Szabó Zsolt (magyar) |

| 2009. október 1. 21:05 |

| Anderlecht               | 1–1               | Ajax          |
| ------------------------ | ----------------- | ------------- |
| Legear 85' Van Damme 82′ | (0–0) Jegyzőkönyv | Rommedahl 72' |

| Constant Vanden Stock Stadion, Anderlecht Nézőszám: 23 000 Játékvezető: Kristinn Jakobsson (izlandi) |

| 2009. október 1. 21:05 |

| Timişoara | 0–3               | Dinamo Zagreb                    |
| --------- | ----------------- | -------------------------------- |
|           | (0–1) Jegyzőkönyv | Badelj 8' Sammir 52' Morales 59' |

| Stadionul Dan Păltinişanu, Temesvár Nézőszám: 10 000 Játékvezető: Peter Rasmussen (dán) |

| 2009. október 22. 21:05 |

| Timişoara | 0–0         | Anderlecht |
| --------- | ----------- | ---------- |
|           | Jegyzőkönyv |            |

| Stadionul Dan Păltinişanu, Temesvár Nézőszám: 10 000 Játékvezető: Claudio Circhetta (svájci) |

| 2009. október 22. 21:05 |

| Ajax                               | 2–1               | Dinamo Zagreb |
| ---------------------------------- | ----------------- | ------------- |
| Suárez 3' (11-esből) Rommedahl 81' | (1–0) Jegyzőkönyv | Tomečak 90+3' |

| Amsterdam Arena, Amszterdam Nézőszám: 30 700 Játékvezető: Thomas Einwaller (osztrák) |

| 2009. november 5. 19:00 |

| Anderlecht                                     | 3–1               | Timişoara |
| ---------------------------------------------- | ----------------- | --------- |
| Suárez 29' (11-esből) Búszúfa 69' Legear 90+5' | (1–0) Jegyzőkönyv | Parks 51' |

| Constant Vanden Stock Stadion, Anderlecht Nézőszám: 14 000 Játékvezető: Tony Chapron (francia) |

| 2009. november 5. 19:00 |

| Dinamo Zagreb              | 0–2               | Ajax                        |
| -------------------------- | ----------------- | --------------------------- |
| Cufré 35′ Calello 30′, 73′ | (0–2) Jegyzőkönyv | Pantelić 13' de Zeeuw 45+1' |

| Maksimir Stadion, Zágráb Nézőszám: 0 1 Játékvezető: Mike Dean (angol) |

| 2009. december 2. 21:05 |

| Timişoara                         | 1–2               | Ajax                   |
| --------------------------------- | ----------------- | ---------------------- |
| Goga 2' Bonfim 50′ Pantilimon 62′ | (1–1) Jegyzőkönyv | Suárez 8' Pantelić 46' |

| Stadionul Dan Păltinişanu, Temesvár Nézőszám: 8 085 Játékvezető: Paolo Tagliavento (olasz) |

| 2009. december 2. 21:05 |

| Anderlecht | 0–1               | Dinamo Zagreb |
| ---------- | ----------------- | ------------- |
|            | (0–0) Jegyzőkönyv | Slepička 57'  |

| Constant Vanden Stock Stadion, Anderlecht Nézőszám: 16 000 Játékvezető: Douglas McDonald (skót) |

| 2009. december 17. 19:00 |

| Ajax           | 1–3               | Anderlecht                |
| -------------- | ----------------- | ------------------------- |
| Emanuelson 77' | (0–3) Jegyzőkönyv | Lukaku 13' 22' Legear 43' |

| Amsterdam Arena, Amszterdam Nézőszám: 36 156 Játékvezető: Cüneyt Çakır (spanyol) |

| 2009. december 17. 19:00 |

| Dinamo Zagreb       | 1–2               | Timişoara          |
| ------------------- | ----------------- | ------------------ |
| Scutaru 80' (öngól) | (0–0) Jegyzőkönyv | Bucur 67' Goga 84' |

| Maksimir Stadion, Zágráb Nézőszám: 0 1 Játékvezető: Carlos Velasco Carballo (spanyol) |

- 1 A Dinamo Zagreb csapatának két hazai mérkőzését zárt kapuk mögött kellett rendeznie, valamint az UEFA a csapat eredményéből 3 pontot levont.[2] A Dinamo Zagreb fellebbezett, az UEFA visszaadta az elvett három pontot, de a klubot 75 000 eurós pénzbüntetéssel sújtotta, valamint eltiltották az UEFA kupasorozataiból. Utóbbi ítéletet három évre felfüggesztették.[3]

### B csoport
| Csapat       | M | Gy | D | V | G+ | G– | Gk | P  |
| ------------ | - | -- | - | - | -- | -- | -- | -- |
| Valencia CF  | 6 | 3  | 3 | 0 | 12 | 8  | +4 | 12 |
| Lille OSC    | 6 | 3  | 1 | 2 | 15 | 9  | +6 | 10 |
| Genoa        | 6 | 2  | 1 | 3 | 8  | 10 | –2 | 7  |
| Slavia Praha | 6 | 0  | 3 | 3 | 5  | 13 | –8 | 3  |

| 2009. szeptember 17. 19:00 |

| Lille OSC    | 1–1               | Valencia CF |
| ------------ | ----------------- | ----------- |
| Gervinho 86' | (0–0) Jegyzőkönyv | Mata 78'    |

| Lille-Metropole Stadion, Villeneuve-d’Ascq Nézőszám: 14 676 Játékvezető: Alexandru Dan Tudor (román) |

| 2009. szeptember 17. 19:00 |

| Genoa                 | 2–0               | Slavia Praha |
| --------------------- | ----------------- | ------------ |
| Zapater 4' Sculli 39' | (2–0) Jegyzőkönyv |              |

| Luigi Ferraris Stadion, Genoa Nézőszám: 20 629 Játékvezető: Manuel de Sousa (portugál) |

| 2009. október 1. 21:05 |

| Slavia Praha         | 1–5               | Lille OSC                                                 |
| -------------------- | ----------------- | --------------------------------------------------------- |
| Belaid 6' (11-esből) | (1–0) Jegyzőkönyv | Suchý 47' (öngól) Frau 71' Gervinho 85' 90+1' Souquet 88' |

| Eden Stadion, Prága Nézőszám: 9 158 Játékvezető: Robert Schörgenhofer (osztrák) |

| 2009. október 1. 21:05 |

| Valencia CF                              | 3–2               | Genoa                               |
| ---------------------------------------- | ----------------- | ----------------------------------- |
| Silva 52' Žigić 56' Villa 82' (11-esből) | (0–1) Jegyzőkönyv | Floccari 43' Hardzsa 64' (11-esből) |

| Estadio Mestalla, Valencia Nézőszám: 23 000 Játékvezető: Cüneyt Çakır (török) |

| 2009. október 22. 21:05 |

| Valencia CF           | 1–1               | Slavia Praha               |
| --------------------- | ----------------- | -------------------------- |
| Navarro 63' Villa 85′ | (1–1) Jegyzőkönyv | Naumov 28' Rágved 58′, 76′ |

| Estadio Mestalla, Valencia Nézőszám: 18 000 Játékvezető: Serge Gumienny (belga) |

| 2009. október 22. 21:05 |

| Lille OSC                          | 3–0               | Genoa |
| ---------------------------------- | ----------------- | ----- |
| Obraniak 38' Vittek 63' Hazard 84' | (1–0) Jegyzőkönyv |       |

| Lille-Metropole Stadion, Villeneuve-d’Ascq Nézőszám: 16 500 Játékvezető: Darko Čeferin (szlovén) |

| 2009. november 5. 19:00 |

| Slavia Praha                               | 2–2               | Valencia CF                                         |
| ------------------------------------------ | ----------------- | --------------------------------------------------- |
| Janda 79' Grajciar 82' Šenkeřík 45+2′, 48′ | (0–1) Jegyzőkönyv | Joaquín 22' (11-esből) Maduro 47' Baraja 88′, 90+4′ |

| Eden Stadion, Prága Nézőszám: 10 624 Játékvezető: Svein Oddvar Moen (norvég) |

| 2009. november 5. 19:00 |

| Genoa                               | 3–2               | Lille OSC             |
| ----------------------------------- | ----------------- | --------------------- |
| Palacio 14' Crespo 58' Sculli 90+2' | (1–0) Jegyzőkönyv | Frau 76' Gervinho 84' |

| Luigi Ferraris Stadion, Genoa Nézőszám: 18 000 Játékvezető: Bas Nijhuis (holland) |

| 2009. december 2. 21:05 |

| Valencia CF             | 3–1               | Lille OSC     |
| ----------------------- | ----------------- | ------------- |
| Joaquín 3' 32' Mata 52' | (2–0) Jegyzőkönyv | Chedjou 90+1' |

| Estadio Mestalla, Valencia Nézőszám: 20 000 Játékvezető: Mike Dean (angol) |

| 2009. december 2. 21:05 |

| Slavia Praha | 0–0         | Genoa |
| ------------ | ----------- | ----- |
|              | Jegyzőkönyv |       |

| Eden Stadion, Prága Nézőszám: 9 443 Játékvezető: Knut Kircher (német) |

| 2009. december 17. 19:00 |

| Lille OSC                            | 3–1               | Slavia Praha |
| ------------------------------------ | ----------------- | ------------ |
| Cabaye 25' Gervinho 39' Obraniak 80' | (2–0) Jegyzőkönyv | Vlček 56'    |

| Lille-Metropole Stadion, Villeneuve-d’Ascq Nézőszám: 15 358 Játékvezető: Hannes Kaasik (észt) |

| 2009. december 17. 19:00 |

| Genoa      | 1–2               | Valencia CF             |
| ---------- | ----------------- | ----------------------- |
| Crespo 51' | (0–1) Jegyzőkönyv | Bruno 45+1' Villa 90+5' |

| Luigi Ferraris Stadion, Genoa Nézőszám: 25 000 Játékvezető: Alan Kelly (ír) |

### C csoport
| Csapat          | M | Gy | D | V | G+ | G– | Gk | P  |
| --------------- | - | -- | - | - | -- | -- | -- | -- |
| Hapóél Tel-Aviv | 6 | 4  | 0 | 2 | 13 | 8  | +5 | 12 |
| Hamburger SV    | 6 | 3  | 1 | 2 | 7  | 6  | +1 | 10 |
| Celtic          | 6 | 1  | 3 | 2 | 7  | 7  | 0  | 6  |
| Rapid Wien      | 6 | 1  | 2 | 3 | 8  | 14 | –6 | 5  |

| 2009. szeptember 17. 19:00 |

| Hapóél Tel-Aviv        | 2–1               | Celtic        |
| ---------------------- | ----------------- | ------------- |
| Vučićević 75' Lala 88' | (0–1) Jegyzőkönyv | Szamarász 25' |

| Bloomfield Stadion, Tel-Aviv Nézőszám: 11 000 Játékvezető: Paul Allaerts (belga) |

| 2009. szeptember 17. 19:00 |

| Rapid Wien                         | 3–0               | Hamburger SV |
| ---------------------------------- | ----------------- | ------------ |
| Hofmann 35' Jelavić 44' Drazan 76' | (2–0) Jegyzőkönyv |              |

| Ernst Happel Stadion 1, Bécs Nézőszám: 49 850 Játékvezető: Ivan Bebek (horvát) |

| 2009. október 1. 21:05 |

| Hamburger SV                        | 4–2               | Hapóél Tel-Aviv                |
| ----------------------------------- | ----------------- | ------------------------------ |
| Berg 5' 11' Elia 41' Zé Roberto 77' | (3–1) Jegyzőkönyv | Sehter 36' Jeboa 61' Badir 65′ |

| HSH Nordbank Arena, Hamburg Nézőszám: 29 976 Játékvezető: Vad István (magyar) |

| 2009. október 1. 21:05 |

| Celtic       | 1–1               | Rapid Wien |
| ------------ | ----------------- | ---------- |
| McDonald 21' | (1–1) Jegyzőkönyv | Jelavić 4' |

| Celtic Park, Glasgow Nézőszám: 42 013 Játékvezető: Bruno Miguel Duarte Paixão (portugál) |

| 2009. október 22. 21:05 |

| Celtic | 0–1               | Hamburger SV |
| ------ | ----------------- | ------------ |
|        | (0–0) Jegyzőkönyv | Berg 63'     |

| Celtic Park, Glasgow Nézőszám: 38 821 Játékvezető: Gianluca Rocchi (olasz) |

| 2009. október 22. 21:05 |

| Hapóél Tel-Aviv                                                    | 5–1               | Rapid Wien  |
| ------------------------------------------------------------------ | ----------------- | ----------- |
| Dober 30' (öngól) Mentesasvili 54' Sehter 59' Vermuth 69' Lala 90' | (1–1) Jegyzőkönyv | Hofmann 31' |

| Bloomfield Stadion, Tel-Aviv Nézőszám: 12 500 Játékvezető: Kristinn Jakobsson (izlandi) |

| 2009. november 5. 19:00 |

| Hamburger SV | 0–0         | Celtic |
| ------------ | ----------- | ------ |
|              | Jegyzőkönyv |        |

| HSH Nordbank Arena, Hamburg Nézőszám: 45 000 Játékvezető: Carlos Velasco Carballo (spanyol) |

| 2009. november 5. 19:00 |

| Rapid Wien | 0–3               | Hapóél Tel-Aviv                 |
| ---------- | ----------------- | ------------------------------- |
|            | (0–1) Jegyzőkönyv | Jadin 13' Vermuth 65' Natko 70' |

| Ernst Happel Stadion 1, Bécs Nézőszám: 25 000 Játékvezető: Tommy Skjerven (norvég) |

| 2009. december 2. 21:05 |

| Celtic                   | 2–0               | Hapóél Tel-Aviv |
| ------------------------ | ----------------- | --------------- |
| Szamarász 22' Robson 68' | (1–0) Jegyzőkönyv |                 |

| Celtic Park, Glasgow Nézőszám: 32 000 Játékvezető: Tony Asumaa (finn) |

| 2009. december 2. 21:05 |

| Hamburger SV        | 2–0               | Rapid Wien |
| ------------------- | ----------------- | ---------- |
| Jansen 47' Berg 53' | (0–0) Jegyzőkönyv |            |

| HSH Nordbank Arena, Hamburg Nézőszám: 45 737 Játékvezető: Bas Nijhuis (holland) |

| 2009. december 17. 19:00 |

| Hapóél Tel-Aviv | 1–0               | Hamburger SV |
| --------------- | ----------------- | ------------ |
| Jeboa 23'       | (1–0) Jegyzőkönyv |              |

| Bloomfield Stadion, Tel-Aviv Nézőszám: 12 000 Játékvezető: Alekszej Nyikolajev (orosz) |

| 2009. december 17. 19:00 |

| Rapid Wien                | 3–3               | Celtic                       |
| ------------------------- | ----------------- | ---------------------------- |
| Jelavić 1' 8' Szalihi 19' | (3–1) Jegyzőkönyv | Fortuné 24' 67' Killen 90+1' |

| Ernst Happel Stadion 1, Bécs Nézőszám: 48 000 Játékvezető: Robert Małek (lengyel) |

- 1 A Rapid Wien hazai mérkőzéseit az Ernst Happel Stadionban játszotta, mert nagyobb befogadóképességű, mint a Gerhard Hanappi Stadion.[4]

### D csoport
| Csapat      | M | Gy | D | V | G+ | G– | Gk | P  |
| ----------- | - | -- | - | - | -- | -- | -- | -- |
| Sporting CP | 6 | 3  | 2 | 1 | 8  | 6  | +2 | 11 |
| Hertha BSC  | 6 | 3  | 1 | 2 | 6  | 5  | +1 | 10 |
| Heerenveen  | 6 | 2  | 2 | 2 | 11 | 7  | +4 | 8  |
| Ventspils   | 6 | 0  | 3 | 3 | 3  | 10 | –7 | 3  |

| 2009. szeptember 17. 19:00 |

| Hertha BSC   | 1–1               | Ventspils   |
| ------------ | ----------------- | ----------- |
| Piszczek 34' | (1–0) Jegyzőkönyv | Gauračs 48' |

| Olympiastadion, Berlin Nézőszám: 13 454 Játékvezető: Alan Kelly (ír) |

| 2009. szeptember 17. 19:00 |

| Heerenveen             | 2–3               | Sporting CP         |
| ---------------------- | ----------------- | ------------------- |
| Sibon 12' Dingsdag 77' | (1–2) Jegyzőkönyv | Liédson 17' 40' 88' |

| Abe Lenstra Stadion, Heerenveen Nézőszám: 26 000 Játékvezető: Alekszej Nyikolajev (orosz) |

| 2009. október 1. 21:05 |

| Sporting CP             | 1–0               | Hertha BSC |
| ----------------------- | ----------------- | ---------- |
| A. Silva 18' 32′, 90+3′ | (1–0) Jegyzőkönyv |            |

| Estádio José Alvalade, Lisszabon Nézőszám: 16 197 Játékvezető: Serge Gumienny (belga) |

| 2009. október 1. 21:05 |

| Ventspils | 0–0         | Heerenveen |
| --------- | ----------- | ---------- |
|           | Jegyzőkönyv |            |

| Skonto stadion, Riga 2 Nézőszám: 3 500 Játékvezető: Oleh Orjehov (ukrán) |

| 2009. október 22. 21:05 |

| Ventspils              | 1–2               | Sporting CP            |
| ---------------------- | ----------------- | ---------------------- |
| Laizāns 64' (11-esből) | (0–1) Jegyzőkönyv | Veloso 6' Moutinho 85' |

| Skonto stadion, Riga 2 Nézőszám: 4 500 Játékvezető: Sascha Kever (svájci) |

| 2009. október 22. 21:05 |

| Hertha BSC       | 0–1               | Heerenveen             |
| ---------------- | ----------------- | ---------------------- |
| Ebert 78′, 90+4′ | (0–1) Jegyzőkönyv | Losada 36' Janmaat 76′ |

| Olympiastadion, Berlin Nézőszám: 13 134 Játékvezető: Kósztasz Kapitanísz (ciprusi) |

| 2009. november 5. 19:00 |

| Sporting CP | 1–1               | Ventspils     |
| ----------- | ----------------- | ------------- |
| Saleiro 22' | (1–1) Jegyzőkönyv | Zamperini 15' |

| Estádio José Alvalade, Lisszabon Nézőszám: 18 103 Játékvezető: Alekszandar Sztavrev (macedón) |

| 2009. november 5. 19:00 |

| Heerenveen         | 2–3               | Hertha BSC                             |
| ------------------ | ----------------- | -------------------------------------- |
| Papadopulos 3' 36' | (2–1) Jegyzőkönyv | Domovcsijszki 21' 52' Wichniarek 90+1' |

| Abe Lenstra Stadion, Heerenveen Nézőszám: 18 000 Játékvezető: Pavel Cristian Balaj (román) |

| 2009. december 3. 21:05 |

| Ventspils | 0–1               | Hertha BSC           |
| --------- | ----------------- | -------------------- |
|           | (0–1) Jegyzőkönyv | Raffael 12' 73′, 87′ |

| Skonto stadion, Riga 2 Nézőszám: 7 200 Játékvezető: Vad István (magyar) |

| 2009. december 3. 21:05 |

| Sporting CP | 1–1               | Heerenveen  |
| ----------- | ----------------- | ----------- |
| Grimi 90+1' | (0–0) Jegyzőkönyv | Assaidi 47' |

| Estádio José Alvalade, Lisszabon Nézőszám: 12 204 Játékvezető: Pavel Kralovec (cseh) |

| 2009. december 16. 19:00 |

| Hertha BSC | 1–0               | Sporting CP |
| ---------- | ----------------- | ----------- |
| Kačar 70'  | (0–0) Jegyzőkönyv |             |

| Olympiastadion, Berlin Nézőszám: 14 417 Játékvezető: Aljakszej Kulbakov (fehérorosz) |

| 2009. december 16. 19:00 |

| Heerenveen                                     | 5–0               | Ventspils |
| ---------------------------------------------- | ----------------- | --------- |
| Väyrynen 55' Elm 58' Sibon 77' 78' Janmaat 88' | (0–0) Jegyzőkönyv |           |

| Abe Lenstra Stadion, Heerenveen Nézőszám: 18 000 Játékvezető: Robert Schörgenhofer (osztrák) |

- 2 A Ventspils otthoni mérkőzéseit a rigai Skonto stadionban játszotta, mert a ventspilsi Olimpiai Stadion nem felelt meg az UEFA követelményeinek.

### E csoport
| Csapat        | M | Gy | D | V | G+ | G– | Gk  | P  |
| ------------- | - | -- | - | - | -- | -- | --- | -- |
| Roma          | 6 | 4  | 1 | 1 | 10 | 5  | +5  | 13 |
| Fulham        | 6 | 3  | 2 | 1 | 8  | 6  | +2  | 11 |
| FC Basel      | 6 | 3  | 0 | 3 | 10 | 7  | +3  | 9  |
| CSZKA Szofija | 6 | 0  | 1 | 5 | 2  | 12 | –10 | 1  |

| 2009. szeptember 17. 19:00 |

| CSZKA Szofija | 1–1               | Fulham     |
| ------------- | ----------------- | ---------- |
| Michel 62'    | (0–0) Jegyzőkönyv | Kamara 65' |

| Vaszil Levszki Nemzeti Stadion 3, Szófia Nézőszám: 28 000 Játékvezető: Darko Čeferin (szlovén) |

| 2009. szeptember 17. 19:00 |

| FC Basel                   | 2–0               | AS Roma |
| -------------------------- | ----------------- | ------- |
| Carlitos 11' Almerares 87' | (1–0) Jegyzőkönyv |         |

| St. Jakob-Park, Bázel Nézőszám: 16 459 Játékvezető: Carlos Velasco Carballo (spanyol) |

| 2009. október 1. 21:05 |

| AS Roma                | 2–0               | CSZKA Szofija |
| ---------------------- | ----------------- | ------------- |
| Okaka 19' Perrotta 23' | (2–0) Jegyzőkönyv |               |

| Stadio Olimpico, Róma Nézőszám: 20 000 Játékvezető: Vladimír Hriňák (szlovák) |

| 2009. október 1. 21:05 |

| Fulham     | 1–0               | FC Basel |
| ---------- | ----------------- | -------- |
| Murphy 57' | (0–0) Jegyzőkönyv |          |

| Craven Cottage, London Nézőszám: 16 100 Játékvezető: Michael Weiner (német) |

| 2009. október 22. 21:05 |

| Fulham                  | 1–1               | AS Roma         |
| ----------------------- | ----------------- | --------------- |
| Hangeland 24' Kelly 77′ | (1–0) Jegyzőkönyv | Andreolli 90+3' |

| Craven Cottage, London Nézőszám: 23 561 Játékvezető: Paul Allaerts (belga) |

| 2009. október 22. 21:05 |

| CSZKA Szofija | 0–2               | FC Basel     |
| ------------- | ----------------- | ------------ |
|               | (0–1) Jegyzőkönyv | Frei 20' 63' |

| Vaszil Levszki Nemzeti Stadion 3, Szófia Nézőszám: 17 000 Játékvezető: Manuel de Sousa (portugál) |

| 2009. november 5. 19:00 |

| AS Roma             | 2–1               | Fulham                                            |
| ------------------- | ----------------- | ------------------------------------------------- |
| Riise 69' Okaka 76' | (0–1) Jegyzőkönyv | Kamara 19' (11-esből) Nevland 49′ Konchesky 90+1′ |

| Stadio Olimpico, Róma Nézőszám: 20 000 Játékvezető: Kevin Blom (holland) |

| 2009. november 5. 19:00 |

| FC Basel                             | 3–1               | CSZKA Szofija |
| ------------------------------------ | ----------------- | ------------- |
| Gelabert 35' Frei 41' (11-esből) 67' | (2–0) Jegyzőkönyv | Jancsev 61'   |

| St. Jakob-Park, Bázel Nézőszám: 15 255 Játékvezető: Oleh Orjehov (ukrán) |

| 2009. december 3. 21:05 |

| Fulham   | 1–0               | CSZKA Szofija |
| -------- | ----------------- | ------------- |
| Gera 15' | (1–0) Jegyzőkönyv |               |

| Craven Cottage, London Nézőszám: 23 604 Játékvezető: Pavel Cristian Balaj (román) |

| 2009. december 3. 21:05 |

| AS Roma                          | 2–1               | FC Basel   |
| -------------------------------- | ----------------- | ---------- |
| Totti 32' (11-esből) Vučinić 59' | (1–1) Jegyzőkönyv | Huggel 18' |

| Stadio Olimpico, Róma Nézőszám: 27 000 Játékvezető: Tony Chapron (francia) |

| 2009. december 16. 19:00 |

| CSZKA Szofija | 0–3               | Roma                         |
| ------------- | ----------------- | ---------------------------- |
|               | (0–1) Jegyzőkönyv | Cerci 45+2' 52' Scardina 89' |

| Vaszil Levszki Nemzeti Stadion 3, Szófia Nézőszám: 10 000 Játékvezető: Aljakszandar Sztavrev (macedón) |

| 2009. december 16. 19:00 |

| Basel                            | 2–3               | Fulham                  |
| -------------------------------- | ----------------- | ----------------------- |
| Frei 64' (11-esből) Streller 87' | (0–2) Jegyzőkönyv | Zamora 42' 45' Gera 77' |

| St. Jakob-Park, Bázel Nézőszám: 20 063 Játékvezető: Martin Ingvarsson (svéd) |

- 3 CSZKA Szofija az otthoni mérkőzéseit a Vaszil Levszki Nemzeti Stadionban játszotta, mert a Balgarszka Armija Stadion nem felelt meg az UEFA követelményeinek.

### F csoport
| Csapat           | M | Gy | D | V | G+ | G– | Gk | P  |
| ---------------- | - | -- | - | - | -- | -- | -- | -- |
| Galatasaray      | 6 | 4  | 1 | 1 | 12 | 4  | +8 | 13 |
| Panathinaikósz   | 6 | 4  | 0 | 2 | 7  | 4  | +3 | 12 |
| Dinamo Bucureşti | 6 | 2  | 0 | 4 | 4  | 12 | –8 | 6  |
| Sturm Graz       | 6 | 1  | 1 | 4 | 3  | 6  | –3 | 4  |

| 2009. szeptember 17. 19:00 |

| Panathinaikósz    | 1–3               | Galatasaray                             |
| ----------------- | ----------------- | --------------------------------------- |
| Szalpingídisz 78' | (0–1) Jegyzőkönyv | Elano 5' Baroš 48' Sarriegi 58' (öngól) |

| Olimpiai Stadion, Athén Nézőszám: 46 791 Játékvezető: Paolo Tagliavento (olasz) |

| 2009. szeptember 17. 19:00 |

| Sturm Graz | 0–1               | Dinamo Bucureşti |
| ---------- | ----------------- | ---------------- |
|            | (0–0) Jegyzőkönyv | Tamaş 80'        |

| UPC-Arena, Graz Nézőszám: 12 500 Játékvezető: Tony Asumaa (finn) |

| 2009. október 1. 21:05 |

| Dinamo Bucureşti | 0–1               | Panathinaikósz  |
| ---------------- | ----------------- | --------------- |
|                  | (0–0) Jegyzőkönyv | Karangúnisz 79' |

| Dinamo Stadion, Bukarest Nézőszám: 0 5 Játékvezető: César Muñiz Fernández (spanyol) |

| 2009. október 1. 21:05 |

| Galatasaray | 1–1               | Sturm Graz     |
| ----------- | ----------------- | -------------- |
| Baroš 63'   | (0–1) Jegyzőkönyv | Beichler 45+1' |

| Ali Sami Yen Stadion, Isztambul Nézőszám: 22 400 Játékvezető: Bas Nijhuis (holland) |

| 2009. október 22. 21:05 |

| Galatasaray                                   | 4–1               | Dinamo Bucureşti |
| --------------------------------------------- | ----------------- | ---------------- |
| Kewell 32' Nonda 42' 46' Elano 58' (11-esből) | (2–0) Jegyzőkönyv | Boştină 61'      |

| Ali Sami Yen Stadion, Isztambul Nézőszám: 22 000 Játékvezető: Martin Ingvarsson (svéd) |

| 2009. október 22. 21:05 |

| Panathinaikósz               | 1–0               | Sturm Graz |
| ---------------------------- | ----------------- | ---------- |
| Szalpingídisz 60' (11-esből) | (0–0) Jegyzőkönyv |            |

| Olimpiai Stadion, Athén Nézőszám: 31 127 Játékvezető: Peter Rasmussen (dán) |

| 2009. november 5. 19:00 |

| Dinamo Bucureşti | 0–3               | Galatasaray                     |
| ---------------- | ----------------- | ------------------------------- |
| N'Doye 48′, 68′  | (0–2) Jegyzőkönyv | Kewell 22' Nonda 24' Mehmet 56' |

| Dinamo Stadion, Bukarest Nézőszám: 0 5 Játékvezető: Michael Weiner (német) |

| 2009. november 5. 19:00 |

| Sturm Graz | 0–1               | Panathinaikósz |
| ---------- | ----------------- | -------------- |
|            | (0–0) Jegyzőkönyv | Kacuránisz 70' |

| UPC-Arena, Graz Nézőszám: 15 322 Játékvezető: Pavel Kralovec (cseh) |

| 2009. december 3. 21:05 |

| Galatasaray                | 1–0               | Panathinaikósz |
| -------------------------- | ----------------- | -------------- |
| Gilberto Silva 50' (öngól) | (0–0) Jegyzőkönyv |                |

| Ali Sami Yen Stadion, Isztambul Nézőszám: 14 000 Játékvezető: Ivan Bebek (horvát) |

| 2009. december 3. 21:05 |

| Dinamo Bucureşti            | 2–1               | Sturm Graz     |
| --------------------------- | ----------------- | -------------- |
| Niculae 41' 57' Rus 4′, 43′ | (0–1) Jegyzőkönyv | Sonnleitner 5' |

| Dinamo Stadion, Bukarest Nézőszám: 3 000 Játékvezető: Bruno Paixão (portugál) |

| 2009. december 16. 19:00 |

| Panathinaikósz             | 3–0               | Dinamo Bucureşti |
| -------------------------- | ----------------- | ---------------- |
| Rukavina 54' Cissé 80' 85' | (0–0) Jegyzőkönyv |                  |

| Olimpiai Stadion, Athén Nézőszám: 19 617 Játékvezető: Kevin Blom (holland) |

| 2009. december 16. 19:00 |

| Sturm Graz   | 1–0               | Galatasaray |
| ------------ | ----------------- | ----------- |
| Beichler 21' | (1–0) Jegyzőkönyv |             |

| UPC-Arena, Graz Nézőszám: 15 500 Játékvezető: Darko Čeferin (szlovén) |

- 5 A Dinamo Bucureştinek két mérkőzést zárt kapuk mögött kellett játszania a Slovan Liberec elleni mértkőzésen történt rendbontás miatt.

### G csoport
| Csapat            | M | Gy | D | V | G+ | G– | Gk | P  |
| ----------------- | - | -- | - | - | -- | -- | -- | -- |
| Red Bull Salzburg | 6 | 6  | 0 | 0 | 9  | 2  | +7 | 18 |
| Villarreal        | 6 | 3  | 0 | 3 | 8  | 6  | +2 | 9  |
| Lazio             | 6 | 2  | 0 | 4 | 9  | 10 | –1 | 6  |
| Levszki Szofija   | 6 | 1  | 0 | 5 | 1  | 9  | –8 | 3  |

| 2009. szeptember 17. 21:05 |

| Lazio      | 1–2               | Red Bull Salzburg        |
| ---------- | ----------------- | ------------------------ |
| Foggia 59' | (0–0) Jegyzőkönyv | Schiemer 82' Janko 90+3' |

| Stadio Olimpico, Róma Nézőszám: 25 000 Játékvezető: Saïd Ennjimi (francia) |

| 2009. szeptember 17. 21:05 |

| Villarreal | 1–0               | Levszki Szofija |
| ---------- | ----------------- | --------------- |
| Nilmar 72' | (0–0) Jegyzőkönyv |                 |

| El Madrigal, Villarreal Nézőszám: 5 000 Játékvezető: Mike Dean (angol) |

| 2009. október 1. 19:00 |

| Levszki Szofija | 0–4               | Lazio                                            |
| --------------- | ----------------- | ------------------------------------------------ |
|                 | (0–2) Jegyzőkönyv | Matuzalém 22' Zárate 45+1' Meghni 67' Rocchi 74' |

| Georgi Aszparuhov Stadion, Szófia Nézőszám: 16 500 Játékvezető: Nyikolaj Ivanov (orosz) |

| 2009. október 1. 19:00 |

| Red Bull Salzburg    | 2–0               | Villarreal |
| -------------------- | ----------------- | ---------- |
| Janko 21' Tchoyi 84' | (0–0) Jegyzőkönyv |            |

| Red Bull Arena, Salzburg Nézőszám: 18 800 Játékvezető: Kósztasz Kapitanísz (ciprusi) |

| 2009. október 22. 19:00 |

| Red Bull Salzburg | 1–0               | Levszki Szofija |
| ----------------- | ----------------- | --------------- |
| Švento 45+2'      | (1–0) Jegyzőkönyv |                 |

| Red Bull Arena, Salzburg Nézőszám: 17 800 Játékvezető: Hannes Kaasik (észt) |

| 2009. október 22. 19:00 |

| Lazio                                      | 2–1               | Villarreal |
| ------------------------------------------ | ----------------- | ---------- |
| Zárate 20' Rocchi 90+2' Matuzalem 42′, 68′ | (1–1) Jegyzőkönyv | Eguren 40' |

| Stadio Olimpico, Róma Nézőszám: 20 000 Játékvezető: Ivan Bebek (horvát) |

| 2009. november 5. 21:05 |

| Levszki Szofija | 0–1               | Red Bull Salzburg |
| --------------- | ----------------- | ----------------- |
| Szarmov 62′     | (0–0) Jegyzőkönyv | Schiemer 90+3'    |

| Georgi Aszparuhov Stadion, Szófia Nézőszám: 15 000 Játékvezető: Cüneyt Çakir (török) |

| 2009. november 5. 21:05 |

| Villarreal                                                        | 4–1               | Lazio                 |
| ----------------------------------------------------------------- | ----------------- | --------------------- |
| Pirès 2' 15' (11-esből) Cani 13' Rossi 83' (11-esből) Gonzalo 32′ | (3–0) Jegyzőkönyv | Zárate 73' Baronio 3′ |

| El Madrigal, Villarreal Nézőszám: 15 000 Játékvezető: Knut Kircher (német) |

| 2009. december 2. 19:00 |

| Red Bull Salzburg      | 2–1               | Lazio      |
| ---------------------- | ----------------- | ---------- |
| Afolabi 52' Tchoyi 78' | (0–0) Jegyzőkönyv | Foggia 57' |

| Red Bull Arena, Salzburg Nézőszám: 26 270 Játékvezető: Alexandru Dan Tudor (román) |

| 2009. december 2. 19:00 |

| Levszki Szofija | 0–2               | Villarreal          |
| --------------- | ----------------- | ------------------- |
|                 | (0–1) Jegyzőkönyv | Rossi 37' Senna 84' |

| Georgi Aszparuhov Stadion, Szófia Nézőszám: 5 000 Játékvezető: Paul Allaerts (belga) |

| 2009. december 17. 21:05 |

| Lazio | 0–1               | Levszki Szofija |
| ----- | ----------------- | --------------- |
|       | (0–0) Jegyzőkönyv | Jovov 61'       |

| Stadio Olimpico, Róma Nézőszám: 3 000 Játékvezető: William Collum (skót) |

| 2009. december 17. 21:05 |

| Villarreal | 0–1               | Red Bull Salzburg |
| ---------- | ----------------- | ----------------- |
|            | (0–1) Jegyzőkönyv | Švento 7'         |

| El Madrigal, Villarreal Nézőszám: 6 500 Játékvezető: Vladimír Hriňák (szlovák) |

### H csoport
| Csapat           | M | Gy | D | V | G+ | G– | Gk | P  |
| ---------------- | - | -- | - | - | -- | -- | -- | -- |
| Fenerbahçe       | 6 | 5  | 0 | 1 | 8  | 3  | +5 | 15 |
| Twente           | 6 | 2  | 2 | 2 | 5  | 6  | –1 | 8  |
| Sheriff Tiraspol | 6 | 1  | 2 | 3 | 4  | 5  | –1 | 5  |
| Steaua București | 6 | 0  | 4 | 2 | 3  | 6  | –3 | 4  |

| 2009. szeptember 17. 21:05 |

| Steaua București | 0–0         | Sheriff Tiraspol |
| ---------------- | ----------- | ---------------- |
|                  | Jegyzőkönyv |                  |

| Steaua Stadion, Bukarest Nézőszám: 0 6 Játékvezető: Pavel Královec (cseh) |

| 2009. szeptember 17. 21:05 |

| Fenerbahçe | 1–2               | Twente        |
| ---------- | ----------------- | ------------- |
| Topuz 71'  | (0–0) Jegyzőkönyv | Nkufo 75' 80' |

| Şükrü Saracoğlu Stadion, Isztambul Nézőszám: 35 000 Játékvezető: Claudio Circhetta (svájci) |

| 2009. október 1. 19:00 |

| Twente | 0–0         | Steaua București |
| ------ | ----------- | ---------------- |
|        | Jegyzőkönyv |                  |

| De Grolsch Veste, Enschede Nézőszám: 19 200 Játékvezető: Gianluca Rocchi (olasz) |

| 2009. október 1. 19:00 |

| Sheriff Tiraspol | 0–1               | Fenerbahçe |
| ---------------- | ----------------- | ---------- |
|                  | (0–0) Jegyzőkönyv | Alex 53'   |

| Sheriff Stadion, Tiraspol Nézőszám: 13 000 Játékvezető: Aljakszandar Sztavrev (fehérorosz) |

| 2009. október 22. 19:00 |

| Sheriff Tiraspol        | 2–0               | Twente |
| ----------------------- | ----------------- | ------ |
| Balima 41' França 90+4' | (1–0) Jegyzőkönyv |        |

| Sheriff Stadion, Tiraspol Nézőszám: 10 000 Játékvezető: Tony Asumaa (finn) |

| 2009. október 22. 19:00 |

| Steaua București | 0–1               | Fenerbahçe         |
| ---------------- | ----------------- | ------------------ |
|                  | (0–0) Jegyzőkönyv | Kazim-Richards 59' |

| Steaua Stadion, Bukarest Nézőszám: 15 000 Játékvezető: Douglas McDonald (skót) |

| 2009. november 5. 21:05 |

| Twente       | 2–1               | Sheriff Tiraspol  |
| ------------ | ----------------- | ----------------- |
| Stoch 7' 89' | (1–0) Jegyzőkönyv | Tioté 67' (öngól) |

| De Grolsch Veste, Enschede Nézőszám: 19 000 Játékvezető: Aljakszej Kulbakov (fehérorosz) |

| 2009. november 5. 21:05 |

| Fenerbahçe                           | 3–1               | Steaua București |
| ------------------------------------ | ----------------- | ---------------- |
| André Santos 15' Bilica 51' Alex 67' | (1–1) Jegyzőkönyv | Kapetánosz 38'   |

| Şükrü Saracoğlu Stadion, Isztambul Nézőszám: 26 000 Játékvezető: Thomas Einwaller (osztrák) |

| 2009. december 2. 19:00 |

| Sheriff Tiraspol | 1–1               | Steaua București     |
| ---------------- | ----------------- | -------------------- |
| Diedhiou 83'     | (0–0) Jegyzőkönyv | Toja 87' Marin 90+3′ |

| Sheriff Stadion, Tiraspol Nézőszám: 12 500 Játékvezető: Tommy Skjerven (norvég) |

| 2009. december 2. 19:00 |

| Twente | 0–1               | Fenerbahçe |
| ------ | ----------------- | ---------- |
|        | (0–0) Jegyzőkönyv | Lugano 71' |

| De Grolsch Veste, Enschede Nézőszám: 24 000 Játékvezető: César Muñiz Fernández (spanyol) |

| 2009. december 17. 21:05 |

| Steaua București | 1–1               | Twente   |
| ---------------- | ----------------- | -------- |
| Kapetánosz 18'   | (1–1) Jegyzőkönyv | Stam 35' |

| Steaua Stadion, Bukarest Nézőszám: 500 Játékvezető: Manuel de Sousa (portugál) |

| 2009. december 17. 21:05 |

| Fenerbahçe | 1–0               | Sheriff Tiraspol |
| ---------- | ----------------- | ---------------- |
| Uğur 15'   | (1–0) Jegyzőkönyv |                  |

| Şükrü Saracoğlu Stadion, Isztambul Nézőszám: 15 000 Játékvezető: Szabó Zsolt (magyar) |

- 6  A Steaua Bucureștinek két hazai meccsét zárt kapuk mögött kellett játszania az Újpest elleni mérkőzésen történt rendbontásért.

### I csoport
| Csapat        | M | Gy | D | V | G+ | G– | Gk  | P  |
| ------------- | - | -- | - | - | -- | -- | --- | -- |
| Benfica       | 6 | 5  | 0 | 1 | 13 | 3  | +10 | 15 |
| Everton       | 6 | 3  | 0 | 3 | 7  | 9  | –2  | 9  |
| BATE Bariszav | 6 | 2  | 1 | 3 | 7  | 9  | –2  | 7  |
| AÉK           | 6 | 1  | 1 | 4 | 5  | 11 | –6  | 4  |

| 2009. szeptember 17. 21:05 |

| Benfica                    | 2–0               | BATE Bariszav |
| -------------------------- | ----------------- | ------------- |
| Nuno Gomes 36' Cardozo 41' | (2–0) Jegyzőkönyv |               |

| Estádio da Luz, Lisszabon Nézőszám: 34 953 Játékvezető: Knut Kircher (német) |

| 2009. szeptember 17. 21:05 |

| Everton                                | 4–0               | AÉK        |
| -------------------------------------- | ----------------- | ---------- |
| Yobo 10' Distin 17' Pienaar 37' Jô 82' | (3–0) Jegyzőkönyv | Araujo 55′ |

| Goodison Park, Liverpool Nézőszám: 26 747 Játékvezető: Robert Małek (lengyel) |

| 2009. október 1. 19:00 |

| AÉK                               | 1–0               | Benfica |
| --------------------------------- | ----------------- | ------- |
| Majstorović 43' Jeorjéasz 9′, 86′ | (1–0) Jegyzőkönyv |         |

| Olimpiai Stadion, Athén Nézőszám: 12 420 Játékvezető: Stefan Johannesson (Svédország) |

| 2009. október 1. 19:00 |

| BATE Bariszav   | 1–2               | Everton                 |
| --------------- | ----------------- | ----------------------- |
| Lihtarovics 16' | (1–0) Jegyzőkönyv | Fellaini 68' Cahill 77' |

| Dinama Stadion, Minszk 7 Nézőszám: 2 300 Játékvezető: Pavel Cristian Balaj (román) |

| 2009. október 22. 19:00 |

| BATE Bariszav          | 2–1               | AÉK                                                        |
| ---------------------- | ----------------- | ---------------------------------------------------------- |
| Pavlav 51' Alumona 85' | (0–1) Jegyzőkönyv | Blanco 31' (11-esből) Majstorović 38′, 52′ Arce 87′, 90+1′ |

| Dinama Stadion, Minszk 7 Nézőszám: 20 000 Játékvezető: Szabó Zsolt (magyar) |

| 2009. október 22. 19:00 |

| Benfica                                    | 5–0               | Everton |
| ------------------------------------------ | ----------------- | ------- |
| Saviola 14' 83' Cardozo 47' 48' Luisão 52' | (1–0) Jegyzőkönyv |         |

| Estádio da Luz, Lisszabon Nézőszám: 44 534 Játékvezető: Nyikolaj Ivanov (orosz) |

| 2009. november 5. 21:05 |

| AÉK                   | 2–2               | BATE Bariszav                             |
| --------------------- | ----------------- | ----------------------------------------- |
| Blanco 1' Manduca 38' | (2–2) Jegyzőkönyv | Radijonav 17' Valodzka 25' Sitov 52′, 75′ |

| Olimpiai Stadion, Athén Nézőszám: 10 000 Játékvezető: Álón Jefet (izraeli) |

| 2009. november 5. 21:05 |

| Everton | 0–2               | Benfica                 |
| ------- | ----------------- | ----------------------- |
|         | (0–0) Jegyzőkönyv | Saviola 63' Cardozo 76' |

| Goodison Park, Liverpool Nézőszám: 30 790 Játékvezető: Saïd Ennjimi (francia) |

| 2009. december 2. 19:00 |

| BATE Bariszav     | 1–2               | Benfica                  |
| ----------------- | ----------------- | ------------------------ |
| Vítor 68' (öngól) | (0–0) Jegyzőkönyv | Saviola 46' Coentrão 63' |

| Dinama Stadion, Minszk 7 Nézőszám: 10 000 Játékvezető: Thomas Einwaller (osztrák) |

| 2009. december 2. 19:00 |

| AÉK | 0–1               | Everton           |
| --- | ----------------- | ----------------- |
|     | (0–1) Jegyzőkönyv | Biljaletgyinov 6' |

| Olimpiai Stadion, Athén Nézőszám: 15 000 Játékvezető: Claudio Circhetta (svájci) |

| 2009. december 17. 21:05 |

| Benfica          | 2–1               | AÉK        |
| ---------------- | ----------------- | ---------- |
| di María 45' 73' | (1–0) Jegyzőkönyv | Blanco 84' |

| Estádio da Luz, Lisszabon Nézőszám: 20 000 Játékvezető: Gianluca Rocchi (olasz) |

| 2009. december 17. 21:05 |

| Everton | 0–1               | BATE Bariszav |
| ------- | ----------------- | ------------- |
|         | (0–0) Jegyzőkönyv | Jurevics 75'  |

| Goodison Park, Liverpool Nézőszám: 18 242 Játékvezető: Selçuk Dereli (török) |

- 7 A BATE Bariszav otthoni mérkőzéseit a minszki Dinama Stadionban játszotta, mert a bariszavi Haradszki Stadion nem felel meg az UEFA követelményeinek.

### J csoport
| Csapat        | M | Gy | D | V | G+ | G– | Gk  | P  |
| ------------- | - | -- | - | - | -- | -- | --- | -- |
| Sahtar Doneck | 6 | 4  | 1 | 1 | 14 | 3  | +11 | 13 |
| Club Brugge   | 6 | 3  | 2 | 1 | 10 | 8  | +2  | 11 |
| Toulouse FC   | 6 | 2  | 1 | 3 | 6  | 11 | –5  | 7  |
| Partizan      | 6 | 1  | 0 | 5 | 6  | 14 | –8  | 3  |

| 2009. szeptember 17. 21:05 |

| Club Brugge  | 1–4               | Sahtar Doneck                               |
| ------------ | ----------------- | ------------------------------------------- |
| Geraerts 62' | (0–3) Jegyzőkönyv | Haj 11' Willian 19' Srna 35' Kravcsenko 75' |

| Jan Breydel Stadion, Brugge Nézőszám: 17 770 Játékvezető: Martin Ingvarsson (svéd) |

| 2009. szeptember 17. 21:05 |

| Partizan              | 2–3               | Toulouse FC                |
| --------------------- | ----------------- | -------------------------- |
| Krstajić 23' Cléo 67' | (1–2) Jegyzőkönyv | Sirieix 30' 38' Devaux 49' |

| Partizan Stadion, Belgrád Nézőszám: 13 845 Játékvezető: Selçuk Dereli (török) |

| 2009. október 1. 19:00 |

| Toulouse FC            | 2–2               | Club Brugge              |
| ---------------------- | ----------------- | ------------------------ |
| Sissoko 54' Gignac 84' | (0–0) Jegyzőkönyv | Akpala 52' Perišić 90+4' |

| Municipal Stadion, Toulouse Nézőszám: 12 215 Játékvezető: Sascha Kever (svájci) |

| 2009. október 1. 19:00 |

| Sahtar Doneck                                              | 4–1               | Partizan   |
| ---------------------------------------------------------- | ----------------- | ---------- |
| Lomić 24' (öngól) Luiz Adriano 39' Jádson 54' Rakickij 67' | (2–0) Jegyzőkönyv | Ljajić 86' |

| Donbasz Arena, Doneck Nézőszám: 49 000 Játékvezető: William Collum (skót) |

| 2009. október 22. 19:00 |

| Sahtar Doneck                                                | 4–0               | Toulouse FC |
| ------------------------------------------------------------ | ----------------- | ----------- |
| Fernandinho 7' (11-esből) Luiz Adriano 24' 56' Hübschman 38' | (2–0) Jegyzőkönyv |             |

| Donbasz Arena, Doneck Nézőszám: 50 217 Játékvezető: Bruno Miguel Duarte Paixão (portugál) |

| 2009. október 22. 19:00 |

| Club Brugge                      | 2–0               | Partizan |
| -------------------------------- | ----------------- | -------- |
| Perišić 4' Brežančić 58' (öngól) | (1–0) Jegyzőkönyv |          |

| Jan Breydel Stadion, Brugge Nézőszám: 18 903 Játékvezető: Mike Dean (angol) |

| 2009. november 5. 21:05 |

| Toulouse FC | 0–2               | Sahtar Doneck            |
| ----------- | ----------------- | ------------------------ |
|             | (0–0) Jegyzőkönyv | Luiz Adriano 50' Haj 63' |

| Municipal Stadion, Toulouse Nézőszám: 12 046 Játékvezető: César Muñiz Fernández (spanyol) |

| 2009. november 5. 21:05 |

| Partizan                                    | 2–4               | Club Brugge                                   |
| ------------------------------------------- | ----------------- | --------------------------------------------- |
| Ljajić 52' Washington 66' Krstajić 57′, 80′ | (0–2) Jegyzőkönyv | Perišić 28' Kouemaha 36' 57' Odjidja-Ofoe 74' |

| Partizan Stadion, Belgrád Nézőszám: 12 000 Játékvezető: Robert Schörgenhofer (osztrák) |

| 2009. december 3. 19:00 |

| Sahtar Doneck | 0–0         | Club Brugge |
| ------------- | ----------- | ----------- |
|               | Jegyzőkönyv |             |

| Donbasz Arena, Doneck Nézőszám: 46 000 Játékvezető: Szabó Zsolt (magyar) |

| 2009. december 3. 19:00 |

| Toulouse FC | 1–0               | Partizan |
| ----------- | ----------------- | -------- |
| Braaten 54' | (0–0) Jegyzőkönyv |          |

| Municipal Stadion, Toulouse Nézőszám: 11 123 Játékvezető: Kristinn Jakobsson (izlandi) |

| 2009. december 16. 21:05 |

| Club Brugge   | 1–0               | Toulouse FC |
| ------------- | ----------------- | ----------- |
| Perišić 90+3' | (0–0) Jegyzőkönyv |             |

| Jan Breydel Stadion, Brugge Nézőszám: 23 668 Játékvezető: Svein Oddvar Moen (norvég) |

| 2009. december 16. 21:05 |

| Partizan  | 1–0               | Sahtar Doneck |
| --------- | ----------------- | ------------- |
| Diarra 6' | (1–0) Jegyzőkönyv |               |

| Partizan Stadion, Belgrád Nézőszám: 6 000 Játékvezető: Michael Weiner (német) |

### K csoport
| Csapat        | M | Gy | D | V | G+ | G– | Gk | P  |
| ------------- | - | -- | - | - | -- | -- | -- | -- |
| PSV Eindhoven | 6 | 4  | 2 | 0 | 8  | 3  | +5 | 14 |
| FC København  | 6 | 3  | 1 | 2 | 7  | 4  | +3 | 10 |
| Sparta Praha  | 6 | 2  | 1 | 3 | 7  | 9  | –2 | 7  |
| CFR Cluj      | 6 | 1  | 0 | 5 | 4  | 10 | –6 | 3  |

| 2009. szeptember 17. 21:05 |

| Sparta Praha         | 2–2               | PSV Eindhoven             |
| -------------------- | ----------------- | ------------------------- |
| Hubník 76' Zeman 87' | (0–0) Jegyzőkönyv | Reis 80' 90+1' (11-esből) |

| Prága, AXA Arena Nézőszám: 16 703 Játékvezető: Dougie McDonald (skót) |

| 2009. szeptember 17. 21:05 |

| CFR Cluj             | 2–0               | FC København |
| -------------------- | ----------------- | ------------ |
| Culio 53' Traoré 75' | (0–0) Jegyzőkönyv |              |

| Dr. Constantin Rădulescu Stadion, Kolozsvár Nézőszám: 22 000 Játékvezető: Aljakszej Kulbakov (fehérorosz) |

| 2009. október 1. 19:00 |

| FC København | 1–0               | Sparta Praha |
| ------------ | ----------------- | ------------ |
| N'Doye 25'   | (1–0) Jegyzőkönyv |              |

| Parken Stadion, Koppenhága Nézőszám: 15 043 Játékvezető: Hannes Kaasik (észt) |

| 2009. október 1. 19:00 |

| PSV Eindhoven | 1–0               | CFR Cluj |
| ------------- | ----------------- | -------- |
| Bakkal 9'     | (1–0) Jegyzőkönyv |          |

| Philips Stadion, Eindhoven Nézőszám: 14 500 Játékvezető: Tommy Skjerven (norvég) |

| 2009. október 22. 19:00 |

| PSV Eindhoven | 1–0               | FC København |
| ------------- | ----------------- | ------------ |
| Reis 72'      | (0–0) Jegyzőkönyv |              |

| Philips Stadion, Eindhoven Nézőszám: 16 000 Játékvezető: Alan Kelly (ír) |

| 2009. október 22. 19:00 |

| Sparta Praha         | 2–0               | CFR Cluj |
| -------------------- | ----------------- | -------- |
| Kucka 15' Hubník 32' | (2–0) Jegyzőkönyv |          |

| AXA Arena, Prága Nézőszám: 10 133 Játékvezető: Alekszej Nyikolajev (orosz) |

| 2009. november 5. 21:05 |

| FC København            | 1–1               | PSV Eindhoven |
| ----------------------- | ----------------- | ------------- |
| Grønkjær 39' (11-esből) | (1–0) Jegyzőkönyv | Dzsudzsák 72' |

| Parken Stadion, Koppenhága Nézőszám: 21 605 Játékvezető: Vladimír Hriňák (szlovák) |

| 2009. november 5. 21:05 |

| CFR Cluj                                                  | 2–3               | Sparta Praha                  |
| --------------------------------------------------------- | ----------------- | ----------------------------- |
| Traoré 25' Dubarbier 90+1' Mureşan 26′, 64′ Mara 86′, 88′ | (1–2) Jegyzőkönyv | Holenda 6' 13' Wilfried 90+6' |

| Dr. Constantin Rădulescu Stadion, Kolozsvár Nézőszám: 10 000 Játékvezető: Selçuk Dereli (török) |

| 2009. december 3. 19:00 |

| PSV Eindhoven  | 1–0               | Sparta Praha |
| -------------- | ----------------- | ------------ |
| Engelaar 90+1' | (0–0) Jegyzőkönyv |              |

| Philips Stadion, Eindhoven Nézőszám: 29 500 Játékvezető: Martin Ingvarsson (svéd) |

| 2009. december 3. 19:00 |

| FC København            | 2–0               | CFR Cluj |
| ----------------------- | ----------------- | -------- |
| Vingaard 37' N'Doye 43' | (2–0) Jegyzőkönyv |          |

| Parken Stadion, Koppenhága Nézőszám: 11 567 Játékvezető: Darko Ceferin (szlovén) |

| 2009. december 16. 21:05 |

| Sparta Praha   | 0–3               | FC København                           |
| -------------- | ----------------- | -------------------------------------- |
| Pamić 42′, 60′ | (0–2) Jegyzőkönyv | N'Doye 22' 30' Grønkjær 54' (11-esből) |

| Prága, AXA Arena Nézőszám: 17 151 Játékvezető: Sascha Kever (svájci) |

| 2009. december 16. 21:05 |

| CFR Cluj | 0–2               | PSV Eindhoven                      |
| -------- | ----------------- | ---------------------------------- |
|          | (0–1) Jegyzőkönyv | Lazović 19' (11-esből) Amrabat 68' |

| Dr. Constantin Rădulescu Stadion, Kolozsvár Nézőszám: 3 000 Játékvezető: Saïd Ennjimi (francia) |

### L csoport
| Csapat        | M | Gy | D | V | G+ | G– | Gk  | P  |
| ------------- | - | -- | - | - | -- | -- | --- | -- |
| Werder Bremen | 6 | 5  | 1 | 0 | 17 | 6  | +11 | 16 |
| Athletic Club | 6 | 3  | 1 | 2 | 10 | 8  | +2  | 10 |
| CD Nacional   | 6 | 1  | 2 | 3 | 11 | 12 | –1  | 5  |
| Austria Wien  | 6 | 0  | 2 | 4 | 4  | 16 | –12 | 2  |

| 2009. szeptember 17. 21:05 |

| Athletic Club                          | 3–0               | Austria Wien    |
| -------------------------------------- | ----------------- | --------------- |
| Llorente 8' (11-esből) 24' Muniain 56' | (2–0) Jegyzőkönyv | Suttner 7′, 71′ |

| San Mamés, Bilbao Nézőszám: 26 000 Játékvezető: Kevin Blom (holland) |

| 2009. szeptember 17. 21:05 |

| CD Nacional                   | 2–3               | Werder Bremen                          |
| ----------------------------- | ----------------- | -------------------------------------- |
| Felipe Lopes 68' Halliche 75' | (0–1) Jegyzőkönyv | Frings 39' (11-esből) Pizarro 55', 85' |

| Estádio da Madeira, Madeira Nézőszám: 3 082 Játékvezető: Svein Oddvar Moen (norvég) |

| 2009. október 1. 19:00 |

| Werder Bremen                                                | 3–1               | Athletic Club  |
| ------------------------------------------------------------ | ----------------- | -------------- |
| Hunt 18' Naldo 41' Frings 90+4' (11-esből) Niemeyer 61′, 64′ | (2–0) Jegyzőkönyv | Llorente 90+1' |

| Weserstadion, Bréma Nézőszám: 24 305 Játékvezető: Alexandru Dan Tudor (román) |

| 2009. október 1. 19:00 |

| Austria Wien   | 1–1               | CD Nacional |
| -------------- | ----------------- | ----------- |
| Schumacher 76' | (0–1) Jegyzőkönyv | Micael 35'  |

| Franz Horr Stadion, Bécs Nézőszám: 11 000 Játékvezető: Tony Chapron (francia) |

| 2009. október 22. 19:00 |

| Austria Wien                | 2–2               | Werder Bremen   |
| --------------------------- | ----------------- | --------------- |
| Sulimani 73' Schumacher 87' | (0–1) Jegyzőkönyv | Pizarro 19' 63' |

| Franz Horr Stadion, Bécs Nézőszám: 11 000 Játékvezető: Paolo Tagliavento (olasz) |

| 2009. október 22. 19:00 |

| Athletic Club               | 2–1               | CD Nacional |
| --------------------------- | ----------------- | ----------- |
| Etxeberria 67' Llorente 86' | (0–1) Jegyzőkönyv | Micael 42'  |

| San Mamés, Bilbao Nézőszám: 24 569 Játékvezető: Vad István (magyar) |

| 2009. november 5. 21:05 |

| Werder Bremen            | 2–0               | Austria Wien |
| ------------------------ | ----------------- | ------------ |
| Borowski 81' Almeida 84' | (0–0) Jegyzőkönyv |              |

| Weserstadion, Bréma Nézőszám: 24 000 Játékvezető: Stefan Johannesson (svéd) |

| 2009. november 5. 21:05 |

| CD Nacional                              | 1–1               | Athletic Club             |
| ---------------------------------------- | ----------------- | ------------------------- |
| Edgar 64' (11-esből) Nuno Pinto 39′, 79′ | (0–0) Jegyzőkönyv | Etxeberria 85' (11-esből) |

| Estádio da Madeira, Madeira Nézőszám: 2 945 Játékvezető: William Collum (skót) |

| 2009. december 3. 19:00 |

| Austria Wien | 0–3               | Athletic Club                 |
| ------------ | ----------------- | ----------------------------- |
|              | (0–1) Jegyzőkönyv | Llorente 19' 84' San José 62' |

| Franz Horr Stadion, Bécs Nézőszám: 11 000 Játékvezető: Svein Oddvar Moen (norvég) |

| 2009. december 3. 19:00 |

| Werder Bremen                            | 4–1               | CD Nacional |
| ---------------------------------------- | ----------------- | ----------- |
| Rosenberg 31' 34' Moreno 84' Marin 90+2' | (2–0) Jegyzőkönyv | Micael 61'  |

| Weserstadion, Bréma Nézőszám: 24 784 Játékvezető: Álón Jefet (izraeli) |

| 2009. december 16. 21:05 |

| Athletic Club | 0–3               | Werder Bremen                       |
| ------------- | ----------------- | ----------------------------------- |
|               | (0–3) Jegyzőkönyv | Pizarro 13' Naldo 20' Rosenberg 36' |

| San Mamés, Bilbao Nézőszám: 38 000 Játékvezető: Serge Gumienny (belga) |

| 2009. december 16. 21:05 |

| CD Nacional                                              | 5–1               | Austria Wien   |
| -------------------------------------------------------- | ----------------- | -------------- |
| Micael 23' 57' Mateus 33' Tomašević 61' Felipe Lopes 66' | (2–1) Jegyzőkönyv | Schumacher 21' |

| Estádio da Madeira, Madeira Nézőszám: 3 000 Játékvezető: Kóstasz Kapitánisz (ciprusi) |